# Pavao Senjić Tvrtković
Pavao Senjić Tvrtković (Kreševo 1891. – 1950.?) je hrvatski pjesnik iz BiH.
Osim pjesama pisao je i pripovijetke i objavljivao ih u raznim časopisima i listovima. 
Djela: Pjesme pregaranja (1919.). 